# Liste des conseillers régionaux de la Creuse
Jusqu'en 2015, le département de la Creuse élit 7 des 43 conseillers régionaux qui composent l'assemblée du Conseil régional du Limousin. Depuis 2015, il élit 4 des 183 conseillers régionaux de l'assemblée du Conseil régional de Nouvelle-Aquitaine.

## Mandature 2021-2028
| Liste        | N° | Nom                 |  | Parti |
| ------------ | -- | ------------------- |  | ----- |
| PS et alliés | 01 | Geneviève Barat     |  | PS    |
| PS et alliés | 02 | Philippe Lafrique   |  | PS    |
| PS et alliés | 03 | Étienne Lejeune     |  | PS    |
| PS et alliés | 04 | Marie-Hélène Michon |  | PS    |

## Mandature 2015-2021
| Liste               | N° | Nom              |  | Parti |
| ------------------- | -- | ---------------- |  | ----- |
| PS et alliés + EELV | 01 | Éric Correia     |  | PS    |
| PS et alliés + EELV | 02 | Geneviève Barrat |  | PS    |
| PS et alliés + EELV | 03 | Jérôme Orvain    |  | EELV  |
| Droite et centre    | 01 | Cyril Victor     |  | LR    |

## Mandature 2010-2015

### Début de mandature
| Liste                    | N° | Nom                          |  | Parti |
| ------------------------ | -- | ---------------------------- |  | ----- |
| Limousin Terre de gauche | 01 | Laurence Pache               |  | PG    |
| Limousin Terre d'avenir  | 01 | Armelle Martin               |  | PS    |
| Limousin Terre d'avenir  | 02 | Gilbert Pallier              |  | PS    |
| Limousin Terre d'avenir  | 03 | Sylvie Aucouturier-Vaugelade |  | PS    |
| Limousin Terre d'avenir  | 04 | Jean-Bernard Damiens         |  | EÉ    |
| Majorité présidentielle  | 01 | Vincent Turpinat             |  | UMP   |
| Majorité présidentielle  | 02 | Michelle Suchaud             |  | UMP   |

### Fin de mandature
| Liste                    | N° | Nom                          |  | Parti |
| ------------------------ | -- | ---------------------------- |  | ----- |
| Limousin Terre de gauche | 01 | Laurence Pache               |  | PG    |
| Limousin Terre d'avenir  | 01 | Éric Jeansannetas            |  | PS    |
| Limousin Terre d'avenir  | 02 | Gilbert Pallier              |  | PS    |
| Limousin Terre d'avenir  | 03 | Sylvie Aucouturier-Vaugelade |  | PS    |
| Limousin Terre d'avenir  | 04 | Jean-Bernard Damiens         |  | EÉ    |
| Majorité présidentielle  | 01 | Vincent Turpinat             |  | LR    |
| Majorité présidentielle  | 02 | Michelle Suchaud             |  | LR    |

## Mandature 2004-2010
| Liste              | N° | Nom                          |  | Parti |
| ------------------ | -- | ---------------------------- |  | ----- |
| Union de la gauche | 01 | Claude Guerrier              |  | PCF   |
| Union de la gauche | 02 | Jean-Bernard Damiens         |  | Verts |
| Union de la gauche | 03 | Armelle Martin               |  | PS    |
| Union de la gauche | 04 | Renée Nicoux                 |  | PS    |
| Union de la gauche | 05 | Sylvie Aucouturier-Vaugelade |  | PS    |
| UMP / UDF          | 01 | Michelle Suchaud             |  | UMP   |
| UMP / UDF          | 02 | Pierre Brignolas             |  | UMP   |